# Festival international du film de Toronto 2016

## Prix et lauréats
| Prix                                                        | Film | Réalisateur                   |
| ----------------------------------------------------------- | --- | ----------------------------- |
| People's Choice Award                                       | La La Land | Damien Chazelle               |
| People's Choice Award First Runner Up                       | Lion | Garth Davis                   |
| People's Choice Award Second Runner Up                      | Queen of Katwe | Mira Nair                     |
| People's Choice Award, Documentary Winner                   | I Am Not Your Negro | Raoul Peck                    |
| People's Choice Award, Documentary First Runner Up          | Abacus: Small Enough to Jail | Steve James                   |
| People's Choice Award, Documentary Second Runner Up         | Before the Flood (Avant le déluge) | Fisher Stevens                |
| People's Choice Award, Midnight Madness Winner              | Free Fire | Ben Wheatley                  |
| People's Choice Award, Midnight Madness First Runner Up     | The Jane Doe Identity (The Autopsy of Jane Doe)                                                                                           | André Øvredal                 |
| People's Choice Award, Midnight Madness Second Runner Up    | Raw (Grave) | Julia Ducournau               |
| Platform Prize                                              | Jackie | Pablo Larraín                 |
| Platform Prize, Honourable Mention                          | Hema Hema: Sing Me a Song While I Wait | Khyentse Norbu                |
| Best Canadian Feature Film                                  | Ceux qui font les révolutions à moitié n'ont fait que se creuser un tombeau (Those Who Make Revolution Halfway Only Dig Their Own Graves) | Mathieu Denis et Simon Lavoie |
| Best Canadian Short Film                                    | Mutants | Alexandre Dostie              |
| Best Canadian First Feature Film                            | Old Stone | Johnny Ma                     |
| Dropbox Discovery Program Filmmakers Award                  | Jeffrey | Yanillys Perez                |
| FIPRESCI Discovery Prize                                    | Kati Kati (en) | Mbithi Masya                  |
| FIPRESCI Special Presentations                              | I Am Not Madame Bovary | Feng Xiaogang                 |
| Best International Short Film                               | Imago | Raymund Ribay Gutierrez       |
| Netpac Award for World or International Asian Film Premiere | In Between | Maysaloun Hamoud              |